# Karl W. Schwarz

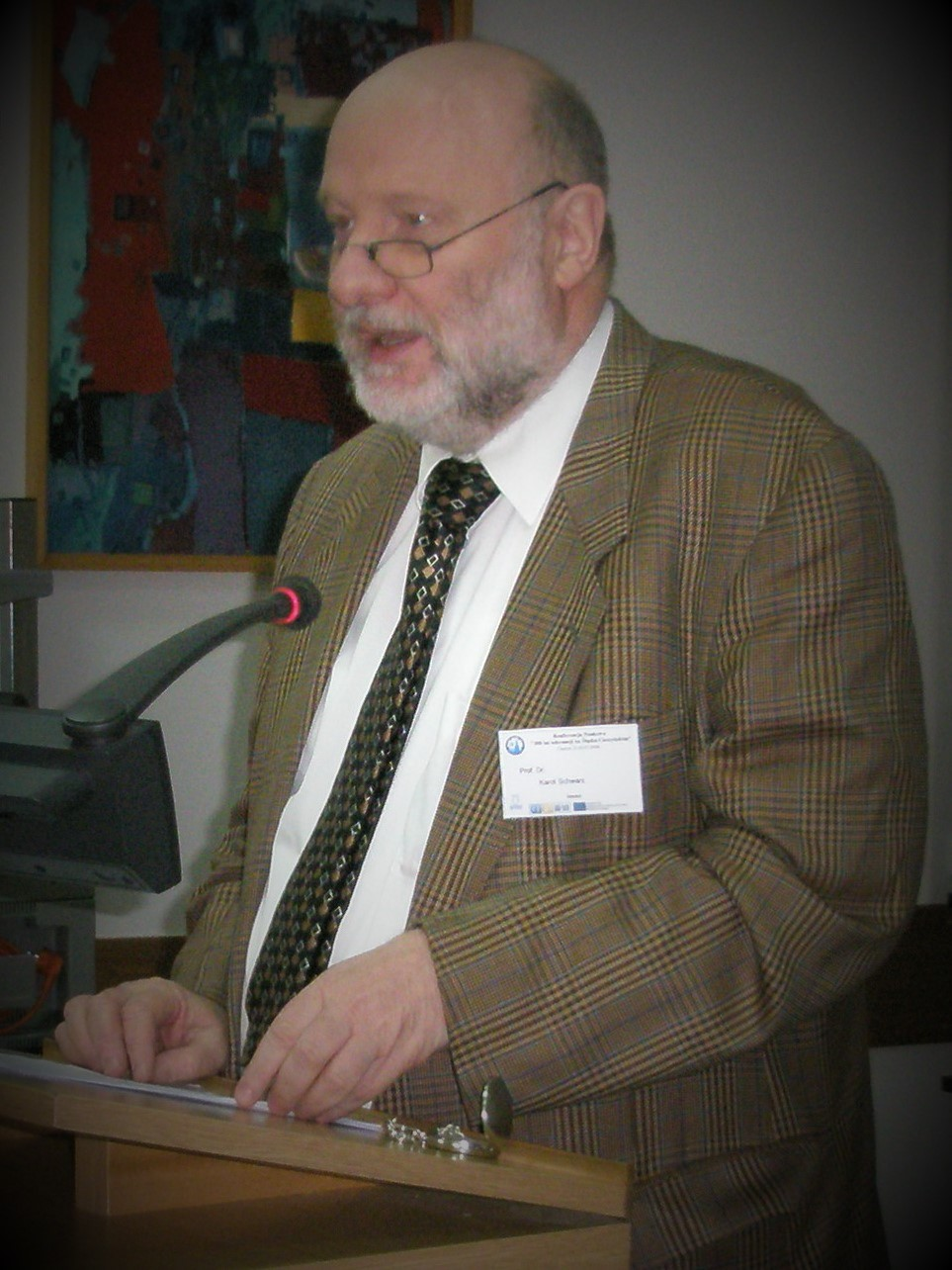

Karl Walter Schwarz (* 23. Juli 1952 in Villach) ist ein österreichischer Kirchenhistoriker.

## Leben
Schwarz studierte in Wien, Genf und Zürich evangelische Theologie, Zusatzstudien: Rechtsgeschichte, Kirchen- und Staatskirchenrecht, Osteuropäische Geschichte, Zeitgeschichte. Nach der Promotion 1983 zum Dr. theol. an der Universität Wien und der Habilitation 1986 wurde er 1995 Titularprofessor und 2009 Dr. phil. h. c. der Universität Prešov. Er lehrte als Gastprofessor in Bratislava, Budapest, Klagenfurt, Leipzig und Prešov. Er leitete das Institut für Kirchengeschichte des Donau- und Karpatenraumes in Bratislava. Von 1998 bis zu seiner Pensionierung war er Referatsleiter im Kultusamt des BMBWK – nunmehr Bundeskanzleramt, Amtstitel: Ministerialrat.
Schwarz verfasste zahlreiche Artikel zur Kirchengeschichte und zum Kirchenrecht in Österreich und Südostmitteleuropa.  Eine Bibliographie findet sich in der Festschrift „Donauwellen“ 2012. Er war Generalsekretär (1996–2002) und zeitweise (2015–2019) Präsident des Südostmitteleuropäischen Fakultätentages für evangelische Theologie (SOMEF) und Mitglied des Advisory-Boards der Karlsuniversität Prag.
Er ist Träger des Österreichischen Ehrenkreuzes für Wissenschaft und Kunst I. Klasse (2017) sowie der Comenius-Medaillen der Comenius-Universität in Bratislava (2000) und der Karlsuniversität in Prag (2009).
Er ist verheiratet mit der Hochschulprofessorin Elisabeth E. Schwarz geb. Peyker und hat drei Kinder: Hanna, Christoph, Heide.

## Schriften (Auswahl)
- als Herausgeber mit Wolfgang Wischmeyer: Dokumentation der Kongresse 1999 und 2001. Süd-Ost-Mittel-Europäischer Fakultätentag für Evangelische Theologie. Wien 2002, ISBN 3-85073-218-5.
- als Herausgeber: Gustav Entz – ein Theologe in den Wirrnissen des 20. Jahrhunderts. Wien 2012, ISBN 978-3-85073-283-3.
- Von Leonhard Stöckel bis Ruprecht Steinacker. Biographische Perspektiven der Protestantismusgeschichte im Karpatenbogen. Berlin 2014, ISBN 978-3-89693-603-5.
- Der österreichische Protestantismus im Spiegel seiner Rechtsgeschichte. Tübingen 2017, ISBN 3-16-155227-X.
- „Von Mathesius bis Masaryk. Über den Protestantismus in den böhmischen Ländern zwischen Asch/As und Teschen/Tesín/Cieszyn“, hrsg. von Jan B. Lásek, Prag 2019, ISBN 978-80-246-3990-1.
- „Wie verzerrt ist nun alles!“ Die Evangelisch-Theologische Fakultät in Wien in der NS-Ära. Wien 2021, ISBN 978-3-7003-2214-6.
- Ad multos annos! Reden bei Gelegenheit. Wien 2021, ISBN 978-3-85073-322-9.